# Diocèse de Quibdó
Le diocèse de Quibdó (en latin : Dioecesis Quibduana ; en espagnol : Diócesis de Quibdó) est un diocèse de l'Église catholique en Colombie, suffragant de l'archidiocèse de Santa Fe de Antioquia.

## Territoire

Il comprend les municipalités d'Atrato, Bagadó, Bojayá, El Carmen de Atrato, Lloró, Medio Atrato, Quibdó et Río Quito du département de Chocó et les municipalités de Murindó et de Vigía del Fuerte du département de Antioquia.
Il possède un territoire d'une superficie de 15 679 km2 divisé en 23 paroisses. Le siège épiscopal est dans la ville de Quibdó où se trouve la cathédrale Saint-François-d'Assise. 

## Historique
Le vicariat apostolique de Quibdó est érigé le 14 novembre 1952 par la constitution apostolique Cum usu cotidiano du pape Pie XII en prenant une partie des territoires du diocèse de Antioquia (aujourd'hui archidiocèse de Santa Fe de Antioquia)et de la préfecture apostolique de Chocó. La mission est confiée aux missionnaires clarétains.
Le 8 avril 1954, il acquiert la municipalité d'El Carmen de Atrato qui appartenait au diocèse de Jericó. Il cède une portion de son territoire le 18 juin 1988 pour l'érection du diocèse d'Apartadó.
Il est élevé au rang de diocèse le 30 avril 1990 par la constitution apostolique Plus triginta septem du pape Jean-Paul II.
Le 22 novembre 2003, il récupère les municipalités de Murindó et de Vigía del Fuerte qui appartenaient à l'archidiocèse de Santa Fe de Antioquia.

## Évêques
- Pedro Grau y Arola, C.M.F (24 mars 1953 - 6 juin 1983)
- Jorge Iván Castaño Rubio, C.M.F (6 juin 1983 - 16 février 2001)
- Fidel León Cadavid Marin (25 juillet 2001 - 2 février 2011), nommé évêque de Sonsón-Rionegro
- Juan Carlos Barreto Barreto (30 janvier 2013 - 25 avril 2022), nommé évêque de Soacha
  - Mario de Jesús Álvarez Gómez, depuis le 29 juin 2022 (administrateur apostolique)
- Wiston Mosquera Moreno, depuis le 5 juillet 2024